# Марічейка

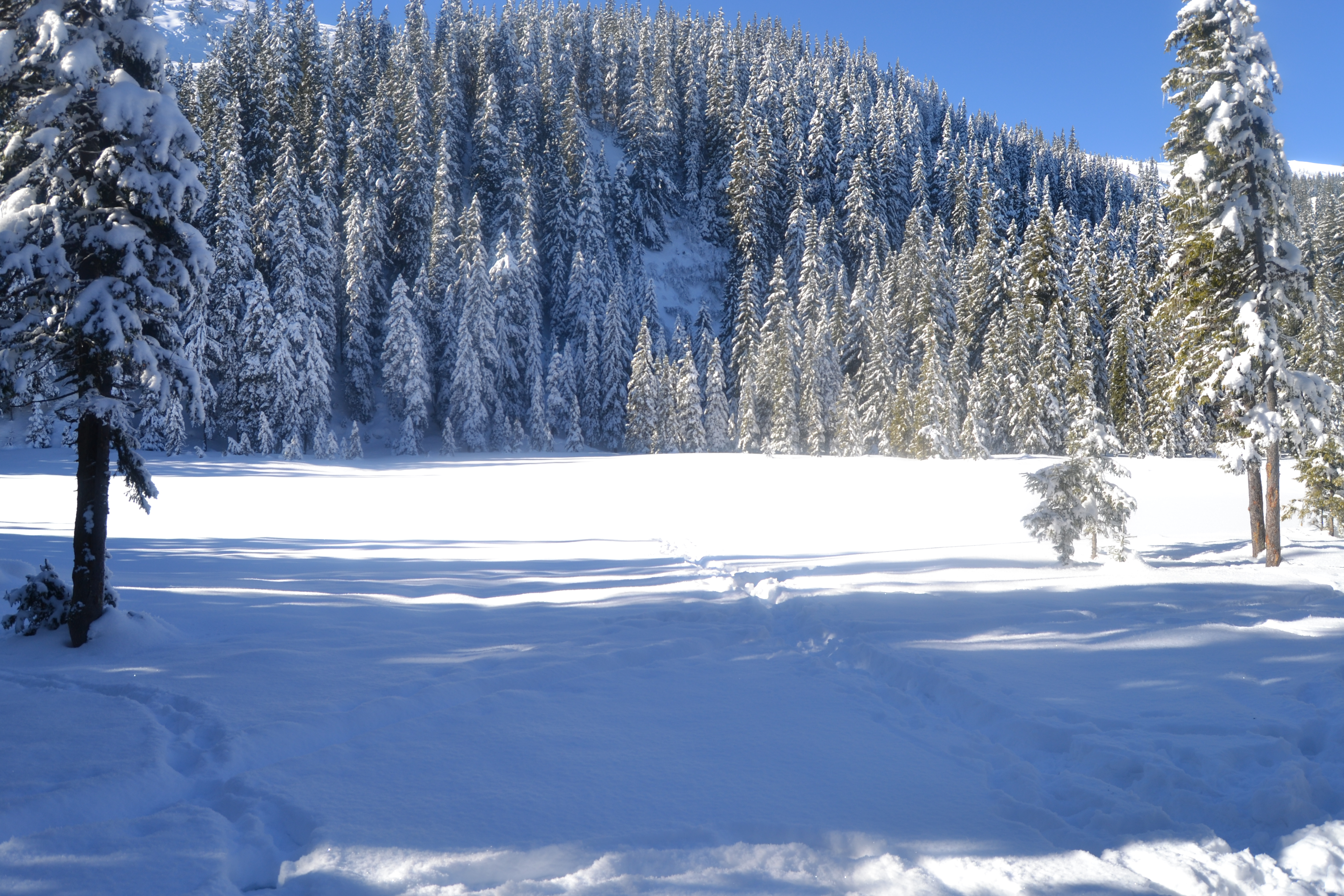
Озеро взимку

Маріче́йка — високогірне озеро в Українських Карпатах, у масиві Чорногора, в межах Верховинського району Івано-Франківської області. 
Розташоване у південній частині Карпатського національного парку, на північно-східному схилі гори Шурин. На північний захід від озера розташована одна з найвищих вершин Українських Карпат — Піп Іван (2022 м). 
Марічейка — льодовикового походження.
Довжина озера — 88 м, ширина — 45 м, висота над рівнем моря — 1510 м. Марічейка — друге за площею озеро Чорногори. Ще у 1880 р. Т. Вішньовський вказував, що його максимальна глибина сягала двох метрів. Сучасне обміління водойми до 0,8 м (у ямах із донними джерелами до 1,1 м) пов'язують із руйнуванням морени водами потоку, що витікає із озера. Улоговина видовженої форми. Береги низькі, вкриті частково субальпійськими луками, частково заростями осоки, оточені лісом з ялини та гірської сосни. Живиться підземними та частково атмосферними водами. Вода прісна, чиста. Дно рівне, мулисте. 
З озера витікає струмок, який впадає в річку Погорілець (ліва притока Шибеного, басейн Чорного Черемошу). 
Найближчий населений пункт — село Явірник. 
Озеро Марічейка привертало увагу туристів уже на початку ХХ ст.: повз нього проходив маршрут із Буркута на гору Піп Іван Чорногірський. Спогади про свою першу мандрівку на Чорногору у другій половині 1904 р. залишив відомий український математик Володимир Левицький: 
«У дальшій дорозі на полудневий схід від Попа Івана минаємо гірське озерце, одно з тих, яких у Чорногорі багато (але не таке гарне як несамовите під Туркулом), далі знаходимо гарну джерельну воду і скоро стаємо серед прегарної погоди на вершку Попа Івана. Якийсь час відпочиваємо на цій імпонуючій горі та оглядаємо величавий вид на всі сторони світу аж далеко-далеко в Роднянські Альпи…»